# Ätrans IF
Ätrans IF är en sportklubb i Ätran, Halland, Sverige. Föreningen grundades 1939 under namnet Gunnarps Idrottsförening och har haft sitt nuvarande namn sedan 1952 Fotbollsektionen lämnade under 1970-talet klubben för att tillsammans med två andra klubbar bilda Tre BK, senare omdöpt till Ätrans FF. Damvolleybollag gick 1976 upp i  division I  (den högsta serien, numera med namnet Elitserien) De spelade totalt fyra säsonger i serien. Liselotte Andersson och Mona Palmkvist (född Fritzon) från klubben blev de första (inofficiella) svenska mästarna i beachvolley på damsidan.